# Ton van de Ven (voetballer)
Ton van de Ven (Goirle, 28 juli 1958) is een voormalig Nederlands voetballer. De verdediger stond onder contract bij Willem II.

## Willem II
Van de Ven voetbalde samen met Martin van Geel bij het Goirlese VOAB, later gingen ze beiden naar Willem II. Van de Ven bleef z´n hele carrière voor Willem II spelen. Hij moest na een beenbreuk stoppen en speelde daarna nog bij VOAB waar hij jeugdcoördinator is.